# Vlag van Spa
De vlag van Spa is op onbekende datum bij raadsbesluit vastgesteld als de vlag van de Luikse gemeente Spa. De vlag kan als volgt worden beschreven:
Twee even lange banen van blauw en van wit.
De kleuren van de vlag zijn de hoofdkleuren van het gemeentewapen.
Volgens de gemeenteraad is de vierkantige vlag met twee even lange banen van wit en van blauw met in het midden het gemeentewapen.
Volgens Armoiries communales en Belgique. Communes wallonnes, bruxelloises et germanophones beschrijft een andere vlag, waarschijnlijk niet in gebruik, Twee even hoge banen van wit en van blauw met het gemeentelijke zegel, in volle kleuren, in het midden.

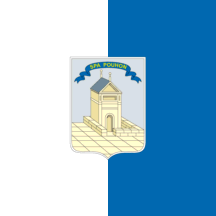
Vlag volgens de gemeenteraad, niet algemeen in gebruik
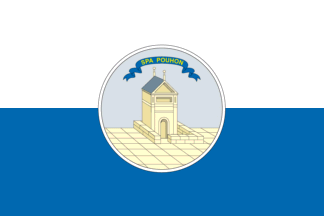
Vlag volgens Armoiries communales en Belgique. Communes wallonnes, bruxelloises et germanophones, niet in gebruik